# Cúp bóng đá Macedonia 2005–06
Cúp bóng đá Macedonia 2005–06 là mùa giải thứ 14 của giải đấu bóng đá loại trực tiếp ở Cộng hòa Macedonia. FK Bashkimi là đương kim vô địch, lần đầu tiên giành chức vô địch. Đội vô địch mùa giải 2005–06 là FK Makedonija Gjorče Petrov, cũng lần đầu tiên đoạt cúp.

## Lịch thi đấu
| Vòng      | Ngày thi đấu                          | Số trận | Câu lạc bộ |
| --------- | ------------------------------------- | ------- | ---------- |
| Vòng Một  | 31 tháng 7 năm 2005                   | 16      | 32 → 16    |
| Vòng Hai  | 20 tháng Chín và 18 tháng 10 năm 2005 | 16      | 16 → 8     |
| Tứ kết    | 2 và 30 tháng 11 năm 2005             | 8       | 8 → 4      |
| Bán kết   | 5 tháng Tư và 10 tháng 5 năm 2006     | 4       | 4 → 2      |
| Chung kết | 24 tháng 5 năm 2006                   | 1       | 2 → 1      |

## Vòng Một
Các trận đấu diễn ra vào ngày 31 tháng 7 năm 2005.
| Đội 1          | Tỉ số           | Đội 2               |
| -------------- | --------------- | ------------------- |
| Arsimi         | 1–9             | Belasica            |
| Tiverija       | 0–5             | Renova              |
| Borec          | 0–3             | Napredok            |
| Ohrid 2004     | 0–3             | Makedonija          |
| Novaci         | 0–1             | Sileks              |
| Teteks         | 3–1             | Turnovo             |
| Karaorman      | 2–2 (5–4 ph.đ.) | Rabotnički Kometal  |
| Lokomotiva     | 1–0             | Sloga Jugomagnat    |
| Milano         | 4–5             | Bashkimi            |
| Osogovo        | 2–6             | Vëllazërimi         |
| Skopje         | 0–1             | Vardar              |
| Kadino         | 0–13            | Bregalnica Kraun    |
| 11 Oktomvri    | 0–3             | Cementarnica        |
| Pelister       | 0–2             | Shkëndija 79        |
| Mladost Sušica | 0–2             | Pobeda              |
| Kožuf          | 6–1             | Madžari Solidarnost |

## Vòng Hai
Các trận lượt đi diễn ra vào ngày 14 tháng Chín và lượt về vào ngày 19 tháng 10 năm 2005.
| Đội 1            | TTS | Đội 2       | Lượt đi | Lượt về |
| ---------------- | --- | ----------- | ------- | ------- |
| Bregalnica Kraun | 4–3 | Bashkimi    | 2–1     | 2–2     |
| Vardar           | 5–0 | Kožuf       | 3–0     | 2–0     |
| Pobeda           | 5–2 | Vëllazërimi | 3–0     | 2–2     |
| Belasica         | 1–5 | Sileks      | 1–2     | 0–3     |
| Makedonija       | 4–2 | Napredok    | 2–0     | 2–2     |
| Shkëndija 79     | 5–1 | Renova      | 4–0     | 1–1     |
| Cementarnica     | 4–2 | Karaorman   | 3–2     | 1–0     |
| Teteks           | 4–3 | Lokomotiva  | 3–1     | 1–2     |

## Tứ kết
Các trận lượt đi diễn ra vào ngày 2 tháng Mười Một và lượt về vào ngày 30 tháng 11 năm 2005.
| Đội 1        | TTS | Đội 2            | Lượt đi | Lượt về |
| ------------ | --- | ---------------- | ------- | ------- |
| Shkëndija 79 | 4–2 | Pobeda           | 2–0     | 2–2     |
| Sileks       | 6–2 | Teteks           | 3–0     | 3–2     |
| Vardar       | 1–3 | Bregalnica Kraun | 1–3     | 0–0     |
| Makedonija   | 2–0 | Cementarnica     | 1–0     | 1–0     |

## Bán kết
Các trận lượt đi diễn ra vào ngày 5 tháng Tư và lượt về vào ngày 10 tháng 5 năm 2006.
| Đội 1        | TTS | Đội 2            | Lượt đi | Lượt về |
| ------------ | --- | ---------------- | ------- | ------- |
| Shkëndija 79 | 2–1 | Bregalnica Kraun | 1–1     | 1–0     |
| Makedonija   | 3–2 | Sileks           | 1–1     | 2–1     |

### Lượt đi
| Shkëndija 79   | 1–1 | Bregalnica Kraun |
| -------------- | --- | ---------------- |
| Pollozhani 37' |     | Đilas 5'         |

| Makedonija    | 1–1 | Sileks      |
| ------------- | --- | ----------- |
| Milošević 23' |     | Brković 35' |

### Lượt về
| Bregalnica Kraun | 0−1 | Shkëndija 79   |
| ---------------- | --- | -------------- |
|                  |     | Pollozhani 77' |

Shkëndija 79 thắng 2–1 sau 2 lượt trận.
| Sileks     | 1−2 | Makedonija                  |
| ---------- | --- | --------------------------- |
| Divjak 13' |     | Milošević 64' · Ismaili 76' |

Makedonija thắng 3–2 sau 2 lượt trận.

## Chung kết
| Makedonija                                          | 3–2      | Shkëndija 79                 |
| --------------------------------------------------- | -------- | ---------------------------- |
| Stefanov 68' (l.n.) · Belchev 85' · Ivanovski 90+2' | Chi tiết | Pollozhani 59' · Mustafi 78' |